# Acoucité
Acoucité est une association française loi de 1901 à but non lucratif fondée en 1996 à Lyon. Elle est à la fois un pôle de compétences sur les bruits de l’environnement et un observatoire de l’environnement sonore. L’observatoire repose sur trois domaines de compétences complémentaires : la métrologie (mesures physiques), le calcul (simulation de propagation du bruit) et la psychologie sociale (enquêtes).
Observatoire de l’environnement sonore du Grand Lyon, l'association a contribué à créer les observatoires d’autres territoires.

## Historique
Cette association a été créée en 1996, à l’initiative du Grand Lyon et de membres fondateurs issus de centres publics techniques et de recherche (IFSTTAR, ENTPE, CEREMA, CSTB…). Acoucité a pour but de développer des connaissances et du savoir professionnel en environnement sonore urbain et de ce fait participe à des travaux de recherche appliquée. L’association développe depuis 2004 avec le Grand Lyon un réseau permanent de mesure et de suivi du bruit à l’échelle de l’agglomération : environ vingt balises sont réparties sur le territoire et mesurent en permanence le niveau sonore.

## Domaines d’action et fonctionnement
L'association participe à la réalisation des cartographies du bruit dans le Grand Lyon, en conformité avec la Directive Européenne de juin 2002 (2002/49/CE) sur les bruits de l’environnement. Acoucité mesure en continu les bruits urbains liés aux transports terrestres, routiers et ferroviaires. Acoucité a pour objectif de transmettre aux élus, associations, citoyens ou public scolarisé une information neutre sur le bruit et l'environnement sonore. Elle participe à des groupes de travail sur le bruit , (partenariats CIDB et AITF) ou à des journées thématiques (Semaine européenne du développement durable, Semaine du son…) et a co-organisé les septièmes Assises nationales de la qualité de l'environnement sonore en 2014.
L'association est financée par des subventions versées par ses membres et ses partenaires (collectivités locales, région, État, etc.).

## Exemples de projets de recherche

### Hosanna
Le projet de recherche Hosanna (HOlistic and Sustainable Abatement of Noise by optimized combinations of NAtural and artificial means) (financement Europe 7 PCRD) a pour objectif de réduire l’impact des nuisances sonores urbaines. Cela consiste notamment à tester de nouvelles solutions acoustiques naturelles, végétalisées et utilisant des matériaux recyclés. Par exemple l'implantation d'un micro écran acoustique végétalisé visant à atténuer les bruits de la circulation pour les piétons,,.

### Harmonica
Harmonica (HARMOnised Noise Information for Citizens and Authorities) (Financement Europe, programme LIFE) est un projet qui porte sur le développement d’un nouvel indice de mesure du bruit, qui se veut représentatif du ressenti de chacun, accessible et compréhensible par tous,,. Établie en complément de la cartographie et plus fidèle à la réalité du bruit perçu, la mesure permet d’affiner le diagnostic, d'apporter de l'information sur les variations temporelles du bruit et d'identifier les événements sonores particuliers de type klaxons, passages d’avions, de trains ou de véhicules motorisés bruyants. Le nouvel indice devrait permettre d’harmoniser la représentation du bruit au sein des différentes villes européennes et apporter une meilleure information à partir du bruit mesuré.

### Gipsynoise
Gipsynoise (projet Européen LIFE,) est un outil de traitement des données de mesures acoustiques dans le but de créer des cartes du bruit. Le projet Gipsynoise a contribué à la diffusion de la directive européenne 2002/49 portant sur la réalisation de cartographies du bruit de l’environnement et sur les plans d’action, auprès du grand public. Sur le Grand Lyon, une vingtaine d’actions d’information et de sensibilisation ont été menées sur ce projet (stand, conférences, articles de presse, flash infos…).

### Orhane
Partenariat avec le réseau de surveillance de la qualité de l'air en Rhône-Alpes (Air Rhône-Alpes) et le CEREMA, (Centre d’études et d’expertise sur les risques, l’environnement, la mobilité et l’aménagement) il s'agit de la première plateforme d'exposition croisée Air et Bruit, Orhane (Observatoire rhône-alpin des nuisances environnementales),. Orhane propose un diagnostic de l'exposition croisée des populations. Cette démarche répond aux objectifs fixés par le plan régional santé environnement (PRSE-2 RA) et notamment à la mesure 11 qui consiste à « Consolider la connaissance disponible en termes de bruit et de qualité de l’air afin d’identifier les populations les plus exposées ».

### Articles Connexes
- Pollution sonore
- Bruit
- Zone calme
- Cartographie du bruit
- Conseil national du bruit